# Psittaculirostris
Psittaculirostris és un gènere d'ocells de la família dels psitàcids que es distribueixen per Àsia meridional i Oceania.

## Llista d'espècies
Segons la Classificació del Congrés Ornitològic Internacional (versió 14.2, 2024) i l'ITIS aquest gènere està format per les 3 primeres espècies:
- lloret de Desmarest (Psittaculirostris desmarestii).
- lloret d'Edwards (Psittaculirostris edwardsii).
- lloret de Salvadori (Psittaculirostris salvadorii).

ja que consideren P. desmarestii coespecífic de P. cervicalis i P. godmani (P. d. cervicalis i P. d. godmani respectivament).
Tanmateix, la Classificació del HBW Alive 2024, Birdlife International i l'IUCN consideren que aquest gènere està format per dues espècies més ja que fan seves les consideracions d'Illustrated Checklists que fins ara eren tractats com a coespecífics amb P. desmarestii i P. cervicalis, però difereixen del darrer en els caràcters descrits sota aquesta espècie i del primer per la manca de taca turquesa sota l'ull; banda de mantell groc ampla; cara groga versus verda i una cinta de pit turquesa més ampla sense cap granat a sota:
- lloret de clatell blau (Psittaculirostris cervicalis).
- lloret de clatell groc (Psittaculirostris goldmani).

Per altra banda, eBird/Clements mou P. desmarestii, P. edwardsii i P. salvadorii al gènere Cyclopsitta (C. desmarestii, C. edwardsii i C. salvadorii) deixant sense espècies Psittaculirostris.

## Referènces
1. ↑  «Psittaculirostris».   The IUCN Red List of Threatened Species. Version 2024-2. [Consulta: 22 gener 2025].
2. ↑  Gill, Frank; Donsker, David. «Parrots, cockatoos – IOC World Bird List» (en anglès).   IOC World Bird List v14.2, 17-08-2024. [Consulta: 22 gener 2025].
3. ↑  «ITIS - Report: Psittaculirostris». [Consulta: 22 gener 2025].
4. ↑  «Handbook of the Birds of the World and BirdLife International v8.1» (en anglès).   HBW and BirdLife International, 2024. [Consulta: 21 gener 2025].
5. ↑  «Psittaculirostris».   BirdLife International. [Consulta: 22 gener 2025].
6. ↑  «Psittaculirostris».   The IUCN Red List of Threatened Species. Version 2024-2. [Consulta: 21 gener 2025].
7. ↑  Arlott, Norman. Birds of North America and Greenland.  Princeton, N.J: Princeton University Press, 2011. ISBN 978-0-691-15140-3.
8. ↑  «2024 Citation & Downloadable Checklists».   Clements Checklist. [Consulta: 22 gener 2025].